# 华南理工大学土木与交通学院
华南理工大学土木与交通学院（简称：华工土交学院）是华南理工大学下属的工科学院，成立于2008年1月，由原建筑学院土木工程系和原交通学院合并而成。土交学院是华南理工大学规模较大的学院之一，设有7个系，在2020年共有教职工223人，各类在校学生总数3,309人。

## 历史沿革

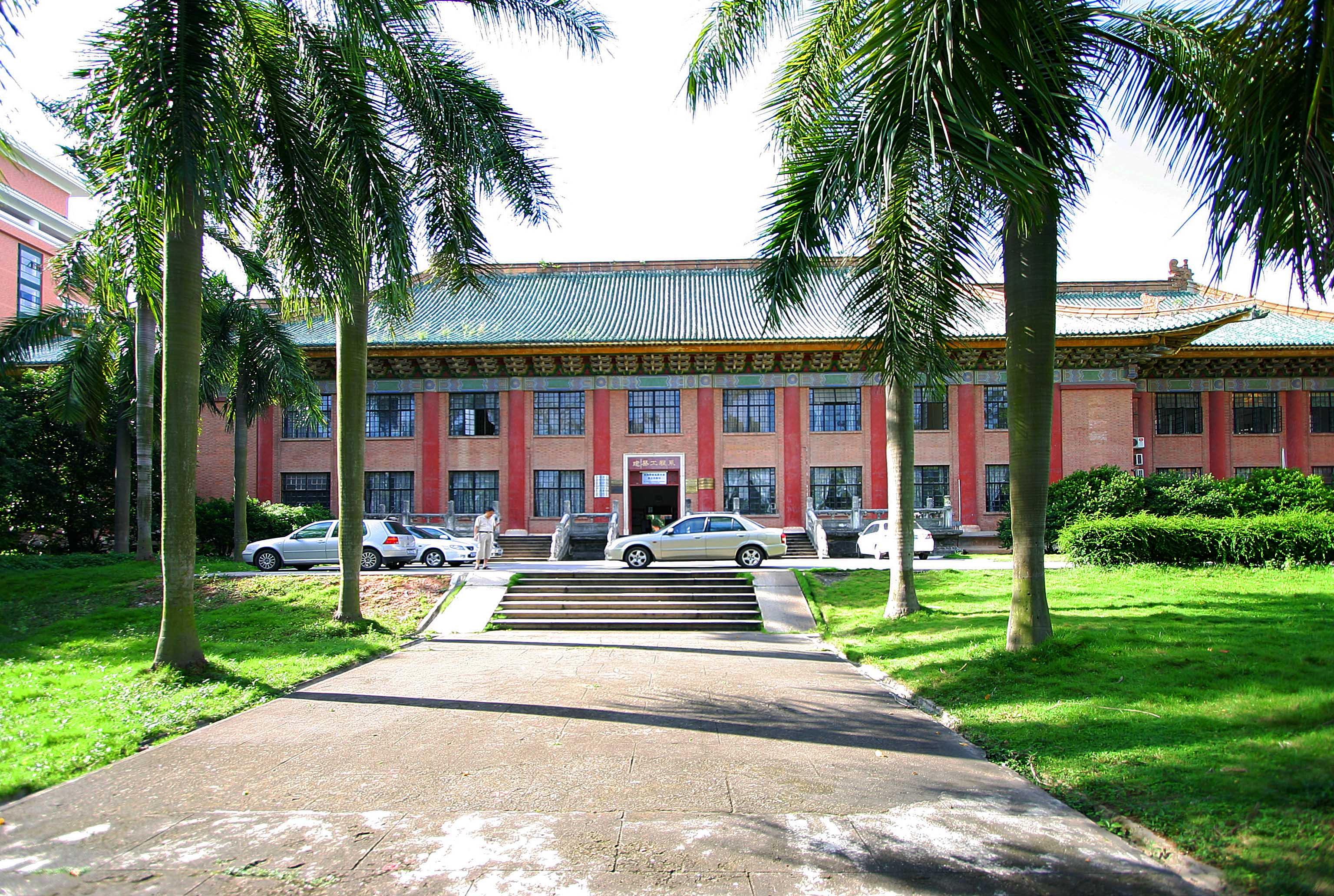
土木工程系所在的7号楼为原国立中山大学工学院化学工程教室，2002年7月被列入第六批广州市文物保护单位

土交学院是在2008年1月，由原建筑学院下的土木工程系和原交通学院合并组建而成。土木工程系是原华南工学院成立之初便有的六个学系之一，已有80多年的办学历史。交通学院成立于1995年1月，是广东省交通厅与华南理工大学联合办学的学院，系全国最早和规模最大的联合办学与共建的学院。

## 机构设置

### 行政机构
- 土木工程系

土木工程系是原华南工学院成立之初的六个学系之一，由原中山大学工学院、华南联合大学理工学院和岭南大学工学院及其他院校的土木系组成，已有80多年的办学历史:7，培养人才超12万人。1960年，与建筑系合并为建筑工程系；2008年，与交通学院合并组建现土交学院。
- 交通运输工程系

交通运输工程系成立于1995年，以为广东省培养交通人才为目标，现已培养毕业生近千人。其下的交通运输工程为广东省一级重点学科，是广东省唯一具有交通运输工程类博士培养能力的学科。
- 工程力学系

工程力学系成立于1960年。1962年，与工程数学系和工程物理系合并为工程数理力学系。文革时期曾短暂停办，1979年恢复设立数学力学系，并在1987年与数学系分开:179。
- 船舶与海洋工程系

船海系成立于1958年，时名“造船系”。其是中国华南地区唯一具备完整专业教育体系培养船舶与海洋工程领域高层次专门人才的学科。
- 水利工程系

水利工程系是原华南工学院成立之初的六个学系之一，由原广东工业专科学校及其他院校的水利科系组成。1953-1954年，水利系调至武汉华中工学院及参与组建武汉水利电力学院。1970年，原广东工学院的农田水利工程专业并入建筑工程系，重新开设农田水利工程专业，后改为水利水电建筑工程专业。2008年土交学院成立之时恢复设立水利水电工程系，并在2018年更名为水利工程系。
- 工程管理系

工程管理系成立于2013年4月，其前身是土木工程系综合教研室，最早可追溯到1953年土木工程系下成立的建筑施工教研组。
- 道路工程系

道路工程系成立于1995年，已毕业生余千人，其研究成果被应用在包括港珠澳大橋在内的多座特大桥上。
- 学院实验中心
- 学院办公室

原交通学院还设有物流工程系及汽车工程系。物流工程系于2000年转至新成立的电子商务学院（现电子商务系），汽车工程系于2003年成立汽车工程学院（现属机械与汽车工程学院）。

### 研究机构
| - 地铁保护研究所 - 华南理工大学土木与交通检测中心 - 城市建设研究中心 - 建筑工程研究所 | - 高层建筑结构研究所 - 岩土工程研究所 - 建筑经济与房地产研究所 - 工程结构与防灾减灾研究所 | - 工程材料行为研究所 - 道路工程研究所 - 智能交通系统与物流技术研究所 - 船舶与海洋工程研究所 |

### 培训机构
- 华南理工大学市政公用工程专业一级注册建造师继续教育培训中心
- 全国智能交通技术培训网络广州中心

### 委员会
| - 学院学术分委员会 - 学院学位分委员会 - 学院本科教学指导分委员会 | - 教代会 - 学院分工会 - 关工委分会 |

### 学院领导
截至2022年11月，学院的领导组成为：
- 党委书记：郑存辉
- 院长：吴波
- 副院长：姚小虎、虞将苗、吴建营、卢凯
- 党委副书记：王磊

## 学术科研

### 学科设置
截至2020年7月，土交学院共有如下的博士后流动站、研究生学位授权点和本科专业：
- 博士后流动站：土木工程、力学、交通运输工程、船舶与海洋工程
- 一级学科博士学位授权点：土木工程、力学、交通运输工程、船舶与海洋工程
- 工程硕士学位授权点：土木工程、交通运输、工程管理
- 本科专业：土木工程、交通工程、交通运输、工程力学、船舶与海洋工程、水利水电工程/水务工程、工程管理

其中，土木工程、交通运输工程和力学为广东省重点学科；本科土木工程专业为国家一流本科专业建设点、广东省名牌专业，交通工程专业为广东省一流本科专业建设点，工程力学专业为广东省名牌专业。

### 科研基地
截至2020年2月，土交学院共有如下的科研基地：

| - 省级科研基地 - 广东省亚热带道路工程技术研究中心 - 广东省船舶与海洋工程技术研究开发中心 - 广东省航空航天先进材料与结构工程技术研究中心 - 广东高校现代道路工程技术研究中心 - 风工程广东普通高校重点实验室 - 广东省智能交通信息与控制工程技术研究中心 - 广东高校现代交通工程技术研究中心 | - 国家重点实验室 - 亚热带建筑科学国家重点实验室（与建筑学院共建） - 广州市产业研究院科研平台 - 广州现代产业技术研究院现代交通工程技术研发中心 - 广州现代产业技术研究院船舶技术研发中心 |

## 知名校友
- 政军界
  - 刘真学（1974级本科工民建专业）：中国人民解放军少将，曾任中国人民解放军成都军区联勤部副部长[18]
  - 李灿烽（1979级本科、1999级博士结构工程专业）：曾任澳门特别行政区土地工務運輸局局长[19]
  - 马文田（1994级博士结构工程专业）：广东省自然资源厅党组书记，曾任中共白云区委书记、广州市副市长、中共汕头市委书记[20]
- 业界
  - 伦志炎（1952级本科土木工程系）：曾任茂盛控股有限公司主席，福成地产公司、永伦集团有限公司创办人及总裁[21]
  - 邓北生（1963级本科船舶设计与制造专业）：广东华侨信托投资公司副董事长、总经理，曾任粤海企业有限公司总经理[22]
  - 沈晖（1987级本科工程力学专业）：威马汽车创始人、董事长兼CEO，曾任吉利汽车副总裁、沃尔沃汽车全球高级副总裁[23]
- 学界
  - 容柏生（1952级本科工民建专业）：建筑结构专家，中国工程院院士、中国工程勘察设计大师，广东省建筑设计研究院终身荣誉总工程师[24]
  - 张佑启，SBS（1954级本科工民建专业）：计算力学、土木工程专家，英国皇家工程院院士、中国科学院院士、香港工程科学院创院院士，华南理工大学建筑学院城市建设研究中心主任，香港大學校长特别顾问，曾任香港大学副校长[25]
  - 陈年强（1964级船体专业）：曾任华南理工大学副校长、湛江海洋大学党委书记、广东工业大学党委书记[26]
  - 高志清（1975级本科船舶设计与制造专业、1998级硕士建筑与土木工程专业）：曾任湛江海洋大学党委副书记兼纪委书记、广东医学院党委书记、仲恺农业工程学院党委书记[27]